# Bussière-Dunoise
Bussière-Dunoise este o comună în departamentul Creuse din centrul Franței. În 2009 avea o populație de 1.088 de locuitori.

## Evoluția populației
| An        | 1975  | 1982  | 1990  | 1999  | 2006  | 2009  |
| --------- | ----- | ----- | ----- | ----- | ----- | ----- |
| Populație | 1.329 | 1.247 | 1.139 | 1.098 | 1.099 | 1.088 |